# Hilotas
Os hilotas (em grego Εἱλῶται, "Heílotai" ou "Heílotes") eram os servos da Grécia. Diferentemente dos escravos, os hilotas eram propriedade do Estado, que administrava a produção econômica. Durante a Cripteia um grupo de jovens espartanos era designado para assassinar líderes em potencial entre os hilotas.

## Etimologia
Existem diversas teorias quanto à origem da palavra. Pausânias (geógrafo) deriva o nome da cidade de Helos (atual Elos): "Seus habitantes (de Helos) tornaram-se os primeiros escravos do estado lacedemônio e foram os primeiros a serem chamados de helotas, pois de fato o eram. Os escravos adquiridos posteriormente, embora fossem dórios de Messênia, também foram chamados de helotas.".
Alguns linguistas associaram a palavra ao radical ϝελ / wel, como em ἁλίσκομαι / halískomai, "ser capturado, ser aprisionado". De fato, alguns autores antigos não consideram o termo como étnico, mas sim um indicativo de servidão: Antíoco de Siracusa, em um fragmento (fragmento 13) preservado por Estrabão, ditou que
"aqueles lacedemônios que não participaram da expedição foram feitos escravos e chamados de helotas", enquanto Teopompo (fragmento 122), citado por Ateneu de Náucrate (VI, 416c), afirmou que "[…] e enquanto uma nação chamava seus escravos de helotas, a outra chamava de penestas […]".
| “ | Em todos estes textos, o batismo de um grupo como helotas representa o momento central e simbólico de sua redução à servitude. Por esse nome eles eram então distinguidos oficialmente dos douloi ("escravos") anônimos. | ” |

Sabe-se ao certo que um dos aspectos do helotismo era a questão da conquista; assim foi o caso com os messênios, reduzidos à escravidão nas Guerras Messênias do século VIII a.C. Heródoto, entre outros, se referia aos helotas como messênios.
Para os primeiros hilotas, a situação é menos clara. De acordo com Teopompo eles eram os descendentes dos primeiros aqueus, conquistados pelos dórios. Na época, porém, nem todos os aqueus foram reduzidos ao helotismo; a vila de Amiclas, terra do festival da Jacíntia, gozava de um status especial, assim como outras.
Autores contemporâneos propõem teorias alternativas; de acordo com Antíoco de Siracusa eles eram os lacedemônios que não tinham participado das Guerras Messênias. Para Éforo de Cime, eles eram os periecos ("moradores das comunidades periféricas") de Helos, escravizados depois de uma revolta mal-sucedida. A historiografia moderna favorece a hipótese de Antíoco.